# Hiroaki Serizawa
Hiroaki Serizawa (芹澤廣明Serizawa Hiroaki 3 de janeiro de 1948) é um cantor e compositor japonês. Ele lançou álbuns com outros dois nomes semelhantes: Hiro Serizawa (芹沢ヒロ e 芹沢廣, ambos chamados Serizawa Hiro). Ele lançou músicas para muitas séries de anime Mitsuru Adachi, incluindo Touch e Hiatari Ryōkō!
Na década de 1980 foi compositor e produtor do grupo The Checkers. Também compôs músicas para a franquia Gundam, como "Anime Ja Nai - Yume wo Wasureta Furui Chikyuujin yo"